# 加爾德峰
61°22′50″N 8°26′32″E / 61.38056°N 8.44222°E
加爾德峰（挪威語：Galdeberget）是挪威的山峰
，位於該國東南部內陸郡，處於旺鎮，距離首都奧斯陸200公里，屬於尤通黑門山脈的一部分，海拔高度2,075米，受凍原氣候影響。